# Islas del Gran Estanque de Marsala

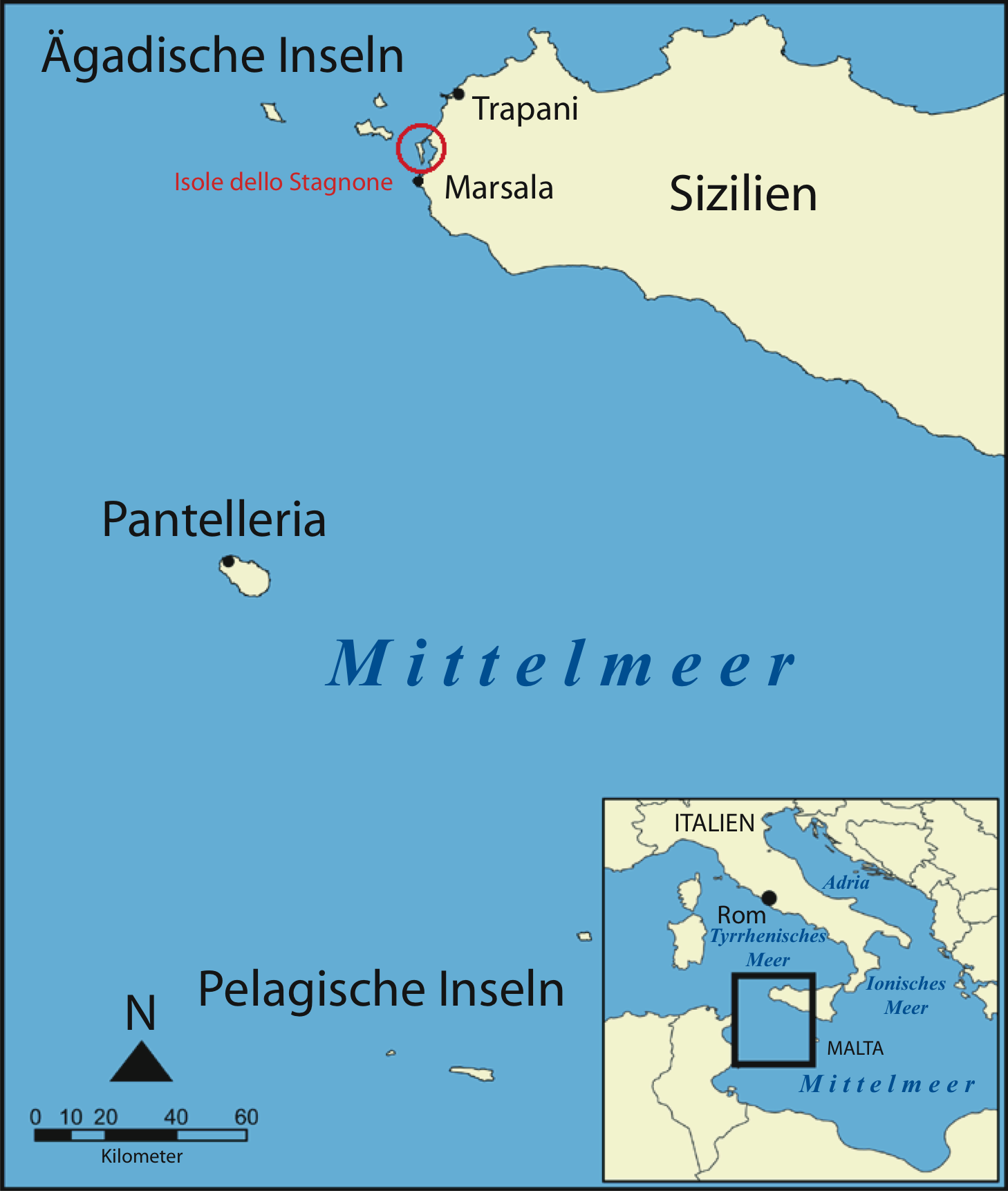
Mapa de situación del archipiélago.

Las islas del Gran Estanque de Marsala («Isole dello Stagnone di Marsala») son un pequeño grupo de islas del Mediterráneo, localizadas muy próximas a la costa occidental de Sicilia, en el municipio de Marsala (Provincia de Trapani). 
En italiano «stagno» significa estanque y «stagnone», gran estanque. Se debe a que la Isla Grande forma, en el tramo de mar entre el Cabo de San Teodoro y el Cabo Boeo (o Lilybaeum), una especie de gran laguna de aguas someras (de 1 a 2 m de profundidad aunque en algunas zonas apenas llega a los 50 cm), la mayor laguna siciliana, con unas 2000 hectáreas, en la que se localizan las otras cuatro islas de San Pantaleón (Mozia), Isla Grande, Schola y Santa María.

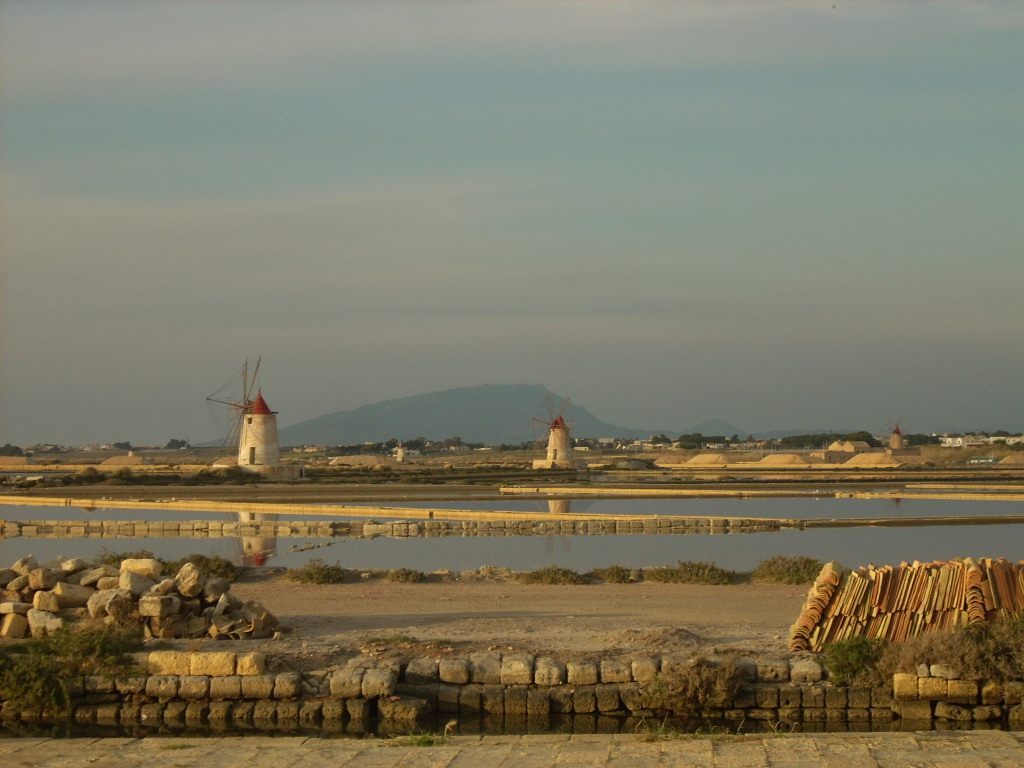
Molinos de viento en la laguna de Stagnone.

La laguna se formó en tiempos relativamente recientes (no existía en el momento de la colonización fenicia de Mozia), tras el movimiento de arena debido al actual puerto que ha creado la Isla Grande, por acumulación en torno a dos antiguos islotes. El nacimiento de una parte resguardada del mar abierto, sin corrientes, ha convertido el mar en agua estancada, con una temperatura por encima de la normal. 
La actividad principal de Stagnone fue la de una salina, con la evaporación del agua canalizada en estanques especiales para, a continuación, recoger la sal. El bombeo de agua y la molienda de la sal se llevaron a cabo mediante molinos de vientos, con algunos de ellos todavía conservados. 
Las islas, desde el año 1984 forman parte de la «Riserva naturale regionale delle Isole dello Stagnone di Marsala». La flora típica comprende pino carrasco, palmeras y bambú enano, en Sicilia endémica marina playa de marigold, también queller y azul estrellas (Scilla maritima). La fauna de la laguna, de 0,50 a 2 m de profundidad, es muy poco laguna artenreich, nidos en las islas una gran variedad de pájaros cantores. 

## Las islas

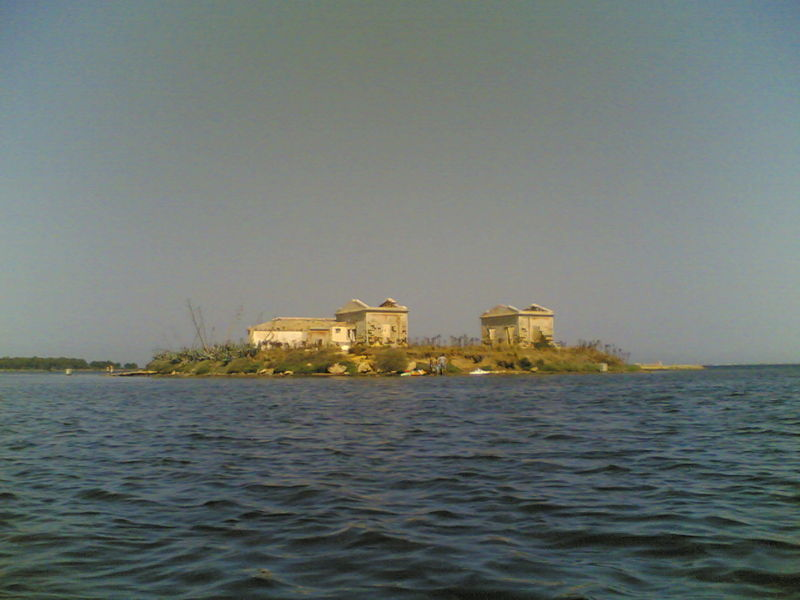
Una vista de la Schola.

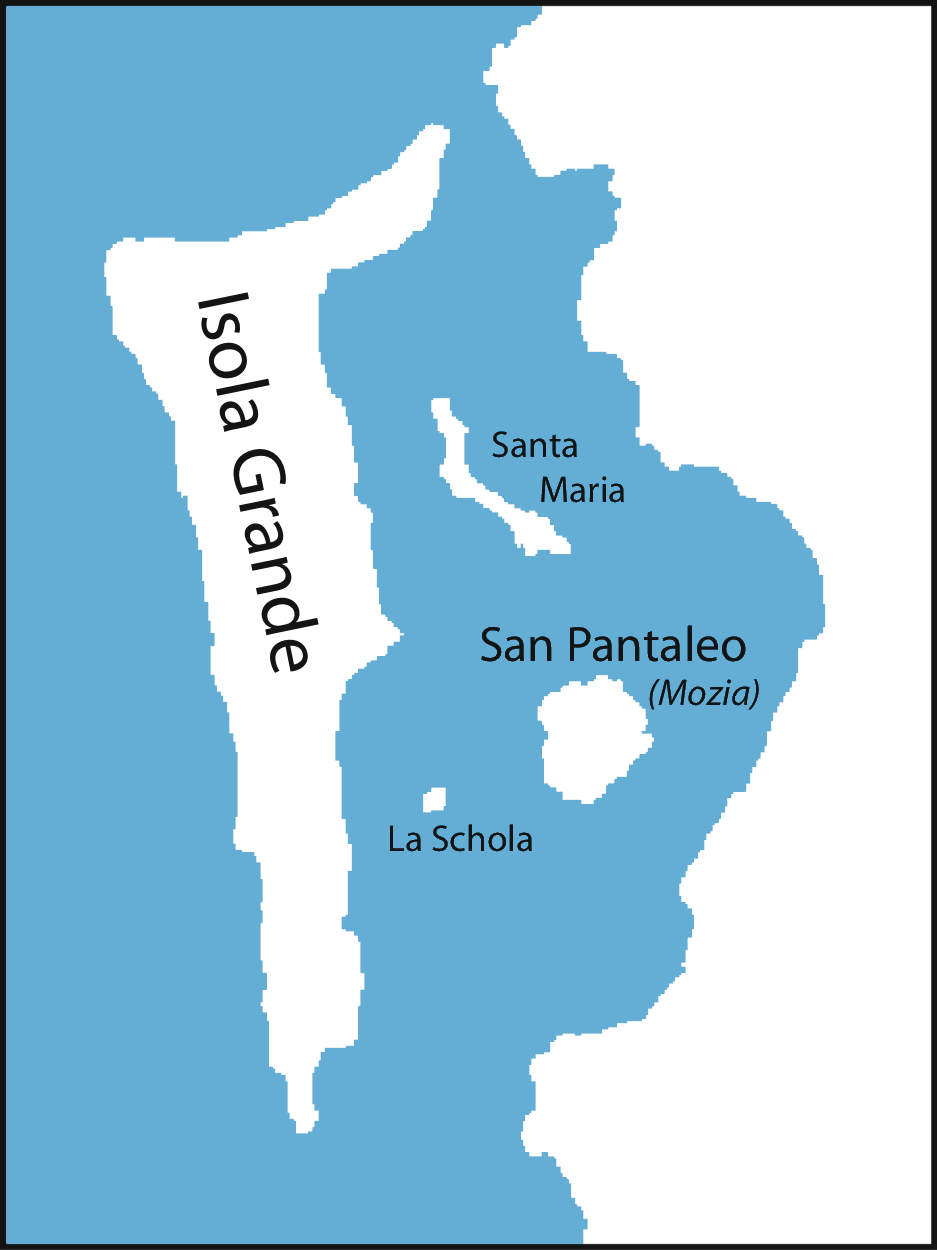
Mapa de las islas.

- Isla Grande o «Isola Longa», es la mayor isla y su formación separa las aguas de la laguna del Mediterráneo. Es relativamente joven y formada por depósitos de arena en torno a dos pequeñas islotes rocosos, que se unieron para formar la larga isla, probablemente para la ampliación de depósitos de sal explotados por los fenicios. En la actualidad hay algunos montones de sal en un estado de abandono, la madera y algunas playas de arena fina. Alberga una de las pocas poblaciones existentes de Calendula maritima.

- Isla Mozia, a menudo conocida como Isla de San Pantaleón, de forma circular, es la más grande de las islas del Stagnone y la más importante desde el punto de vista arqueológico y del paisaje, porque en ella aparecieron ruinas de una antigua colonia fenicia.

- Isla de Santa María es una isla deshabitada al norte de Stagnone en forma de encaje. El nombre deriva del santuario de Santa María Valleverde.

- Isla de La Schola o La Scuola, de planta oval de aproximadamente 80x50 m es la más pequeña de las islas, entre la Isla Grande y Mozia. En la época romana hubo en ella una escuela de retórica, de ahí el nombre ("Escuela") deriva. Actualmente hay tres casas en un estado de abandono y es propiedad de la ciudad de Marsala.